# Prokoško jezero
Prokoško jezero ist ein Gletschersee auf dem Massiv Vranica in Bosnien-Herzegowina.
Der See befindet sich auf einer Höhe von 1670 m in einer Straßenentfernung von 22 Kilometern westlich von Fojnica. Die Zufahrtsstraße ist ab einem Punkt knapp oberhalb von Fojnica nicht mehr asphaltiert. Besonders die Nordseite des Sees ist von vielen Holzhütten, die den Schafhirten und Waldfrüchtesammlern als Unterkunft dienen, umgeben. Auf Grund seiner idyllischen Lage wird er zunehmend touristisch genutzt. Im See findet sich eine endemische Art der Triturus-Schwanzlurche.